# Jimmy Reed
Mathis James "Jimmy" Reed (6 de septiembre de 1925 - 29 de agosto de 1976) fue un músico de blues nacido en Estados Unidos. Reed significó un referente del Blues eléctrico, y una gran influencia en varios músicos de rock and roll como Elvis Presley, Eric Clapton, Billy Gibbons, Hank Williams, Jr, Stevie Ray Vaughan, Jerry Garcia y The Rolling Stones.

## Biografía
Reed nació en Dunleith, Misisipi, en 1925. Aprendió a tocar la armónica y la guitarra gracias a su amigo Eddie Taylor. Tras varios años dando conciertos y tocando en la calle, se mudó a Chicago, Illinois en 1943. Fue reclutado por la marina nortamericana y sirvió en ella durante la II Guerra Mundial. Licenciado en 1945, retornó brevemente a Misisipi, casándose con su novia Mary (de aquí en adelante Mama Reed). Se trasladó a Gary (Indiana), para trabajar en una planta cárnica Armour and Company. Mama Reed fue corista sin créditos en muchas de sus canciones, notablemente sus éxitos "Baby What You Want Me to Do", "Big Boss Man" and "Bright Lights, Big City". 
En los años 50, Reed se había establecido como un músico popular. Se unió a los Gary Kings con John Brim y tocó en la calle con Willie Joe Duncan. Reed no consiguió un contrato discográfico con Chess Records, pero firmó con Vee-Jay Records gracias al batería de Brim, Albert King, antes de que este último también alcanzaría la fama como guitarrista y bluesman. En Vee-Jay, Reed empezó a tocar de nuevo con Eddie Taylor y pronto lanzó "You Don't Have to Go", su primer éxito, que fue seguido por muchos más. 
Reed mantuvo su reputación a pesar de su alcoholismo; su esposa a veces tenía que ayudarle a recordar las letras de sus canciones mientras las grababa. En 1957, Reed comenzó a padecer epilepsia, aunque la enfermedad no le fue correctamente diagnosticada un largo periodo de tiempo, ya que Reed y los doctores asumieron que se trataba de delirium tremens. 
A pesar de sus numerosos éxitos, los problemas personales de Reed le impidieron alcanzar el mismo nivel de fama que otros artistas populares de blues de su época, aunque tuvo más éxitos que muchos otros. Cuando Vee-Jay cerró, su mánager firmó un contrato con el nuevo sello BluesWay Records, pero Reed fue incapaz de producir otro éxito. 
En 1968, giró por Europa con el American Folk Blues Festival. 
Reed murió de insuficiencia respiratoria en 1976, en Oakland, California, a escasos ocho días de su 51.er cumpleaños. Se encuentra enterrado en el cementerio Lincoln, en Worth, Illinois. 
En 1991, Reed fue incluido, de forma póstuma, en el Salón de la Fama del Rock and Roll.

## Discografía

### Sencillos
| Year | Sencillo                      | U.S. R&B | U.S. |
| ---- | ----------------------------- | -------- | ---- |
| 1955 | "You Don't Have To Go"        | 5        | -    |
| 1955 | "I Don't Go for That"         | 12       | -    |
| 1956 | "Ain't That Lovin' You Baby"  | 3        | -    |
| 1956 | "Can't Stand to See You Go"   | 10       | -    |
| 1956 | "I Love You Baby"             | 13       | -    |
| 1956 | "You've Got Me Dizzy"         | 3        | -    |
| 1957 | "Little Rain"                 | 7        | -    |
| 1957 | "Honey, Where You Going?"     | 10       | -    |
| 1957 | "The Sun Is Shining"          | 12       | 65   |
| 1957 | "Honest I Do"                 | 4        | 32   |
| 1958 | "I'm Gonna Get My Baby"       | 5        | -    |
| 1958 | "Down In Virginia"            | -        | 93   |
| 1959 | "I Told You Baby"             | 19       | -    |
| 1960 | "Baby What You Want Me to Do" | 10       | 37   |
| 1960 | "Found Love"                  | 16       | 88   |
| 1960 | "Hush-Hush"                   | 18       | 75   |
| 1961 | "Close Together"              | 12       | 68   |
| 1961 | "Big Boss Man"                | 13       | 78   |
| 1961 | "Bright Lights, Big City"     | 3        | 58   |
| 1962 | "Aw Shucks, Hush Your Mouth"  | -        | 93   |
| 1962 | "Good Lover"                  | -        | 77   |
| 1963 | "Shame, Shame, Shame"         | -        | 52   |
| 1966 | "Knockin' At Your Door"       | 39       | -    |

### Selección de álbumes
| Año  | Álbum                                                                |
| ---- | -------------------------------------------------------------------- |
| 1958 | I'm Jimmy Reed                                                       |
| 1959 | Rockin' with Reed                                                    |
| 1960 | Found Love                                                           |
| 1960 | Now Appearing                                                        |
| 1961 | Jimmy Reed at Carnegie Hall                                          |
| 1962 | Just Jimmy Reed                                                      |
| 1963 | Jimmy Reed Plays 12 String Guitar Blues                              |
| 1963 | Jimmy Reed Sings the Best of the Blues                               |
| 1963 | T'Ain't No Big Thing but He Is...Jimmy Reed                          |
| 1964 | Jimmy Reed at Soul City                                              |
| 1965 | The Legend: The Man                                                  |
| 1967 | The New Jimmy Reed Album/Soulin'                                     |
| 1968 | Big Boss Man/Down in Virginia                                        |
| 1971 | Found Love                                                           |
| 1973 | I Ain't from Chicago (Bluesway Records BLS-6054)                     |
| 1974 | Best of Jimmy Reed (GNP Crescendo GNPS-2-10006)                      |
| 1976 | Blues Is My Business                                                 |
| 1980 | I'm Going to Upside Your Head (compilación, Charly Records CRB 1003) |
| 1985 | I'm the Man Down There (compilación, Charly Records CRB 1082)        |